# Geoff Sullivan
Geoff Sullivan ist ein Historiker und Kryptologe, der vor allem durch seine Veröffentlichungen auf diesen Gebieten sowie durch Simulationsprogramme für historische kryptologische Maschinen bekannt ist.

## Wirken
Geoff Sullivan befasst sich mit klassischer Kryptologie.  Sein spezielles Interesse  gilt den im Zweiten Weltkrieg verwendeten  Rotor-Schlüsselmaschinen. Ein Beispiel ist die im Funkverkehr der deutschen Wehrmacht eingesetzte ENIGMA und ihre Kryptanalyse.
Geoff Sullivan ist Mitglied der Crypto Simulation Group (CSG), die Simulationsprogramme von zahlreichen historischen Verschlüsselungsmaschinen entwickelt und zum freien Herunterladen zur Verfügung stellt (siehe Weblinks: Geoff's Crypto page).

## Werke (Auswahl)
- mit David Hamer und Frode Weierud: Enigma Variations – An Extended Family of Machines. Cryptologia. Rose-Hulman Institute of Technology. Taylor & Francis, Philadelphia PA 22.1998,1 (Juli). ISSN 0161-1194.  PDF; 0,1 MB (Memento vom 1. September 2007 im Internet Archive)
- mit Frode Weierud: The Swiss Nema Cipher Machine. Cryptologia, Vol XXIII (4), Oktober 1999, S. 310–328.
- mit Frode Weierud: Breaking German Army Ciphers. Cryptologia, Vol XXIX (3), Juli 2005, S. 193–232 PDF; 6,1 MB